# Le Silence du ténor
Le Silence du ténor est un roman de l'écrivain libanais Alexandre Najjar, paru en 2006, écrit en français. C'est un hommage à son père, avocat au barreau de Beyrouth.

## Éditions
- Le silence du ténor, Paris, Plon, 2006, 126 p.,  (ISBN 2-259-20383-3).
- Le silence du ténor : une enfance libanaise, Paris, La Table ronde (collection de poche : La Petite vermillon ; n° 276), 2007, 126 p.